# Ride de courant
Pour les articles homonymes, voir Ride (homonymie).

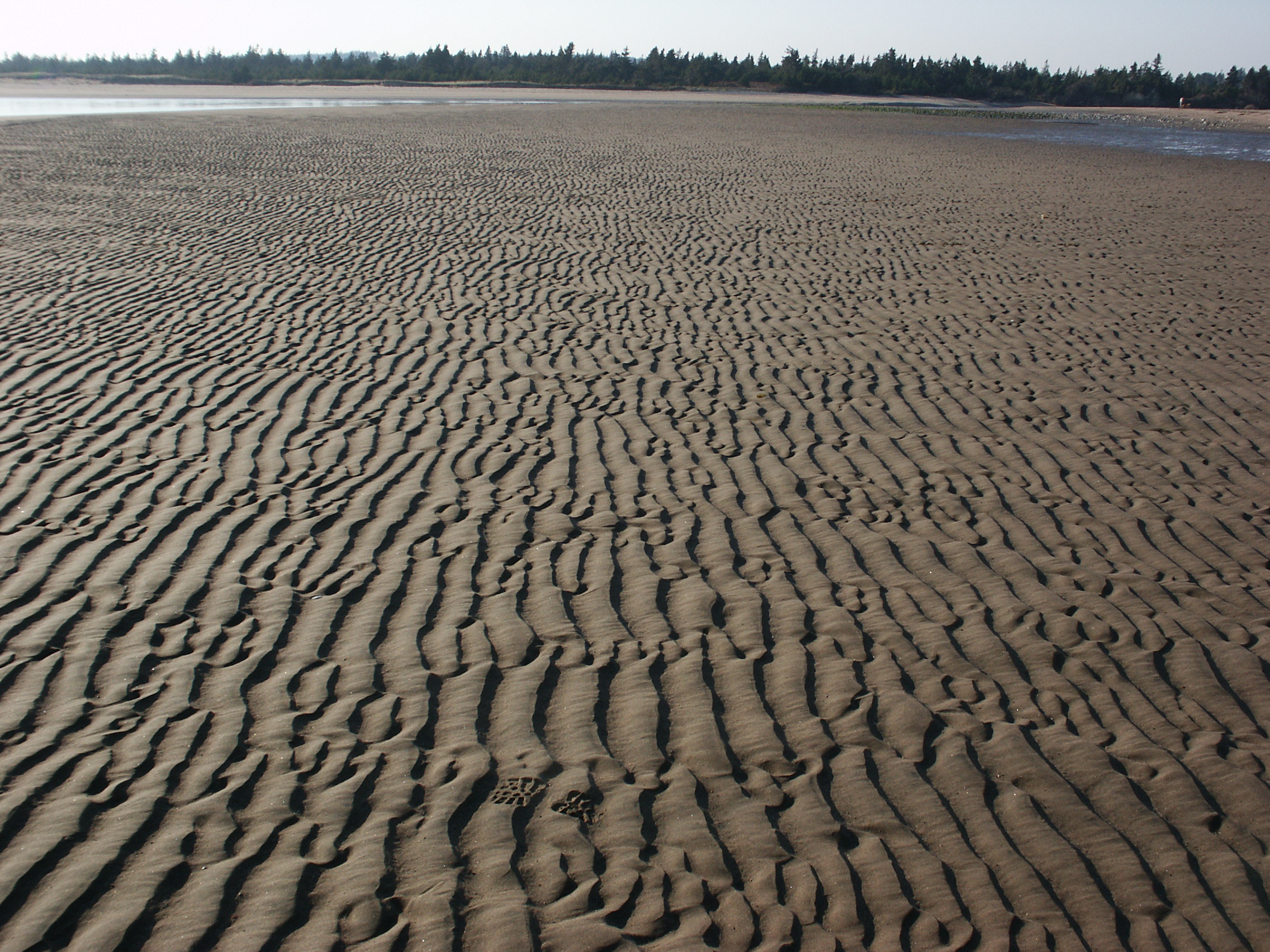
Rides de courant à marée basse sur une plage de Nouvelle-Écosse au Canada.

Une ride de courant, ou ride de vagues, ou andain, en anglais ripple-mark, est une structure sédimentaire qui se forme lorsque les sédiments sont agités par un courant ou par l'action des vagues, ou, hors du milieu aquatique, du vent.

## Description
La taille de la ride est dépendante de la hauteur et de la vitesse de l'écoulement de l'eau. Les géomorphologues distinguent les rides stricto sensu (quelques centimètres), les mégarides (quelques décimètres) ou encore les dunes hydrauliques (plusieurs dizaines de mètres).
Dans un lac, les rides de courant donnent la limite d'action effective des vagues d'un vent[pas clair] ; en effet, Forel décrit leur formation de la manière suivante : les vagues en surface, causées par le vent, se transforment en profondeur en un balancement horizontal alternatif, soulevant le sable et formant les dunes, leur disposition étant celle de lignes parallèles, équidistantes et à inflexion allongée ; les matériaux les plus fins se trouvent au sommet de l'arrête.
Les rides de courant sont caractérisées par une forme asymétrique, elles sont engendrées par un courant unidirectionnel en plan, la direction du courant est perpendiculaire à l'orientation générale des lignes de crêt avec une face d'avalanche plus pentue qui se forme sur le versant aval. Cette caractéristique, qui peut se préserver lorsque le sédiment est transformé en grès ou en calcaire, permet aux géologues de mesurer la direction des courants dans d'anciens cours d'eau ou d'anciens bords de mer, ce qui leur permet de reconstruire les paléoenvironnements.
Les rides de vagues sont formées par les mouvements ondulatoires de l'eau causés par les vagues. Le sédiment dévale alternativement les deux versants de la ride, ce qui forme une ride relativement symétrique. Les lamines préservées dans la roche n'auront cependant pas d'orientation préférentielle.

## Rides de courant figées dans le grès

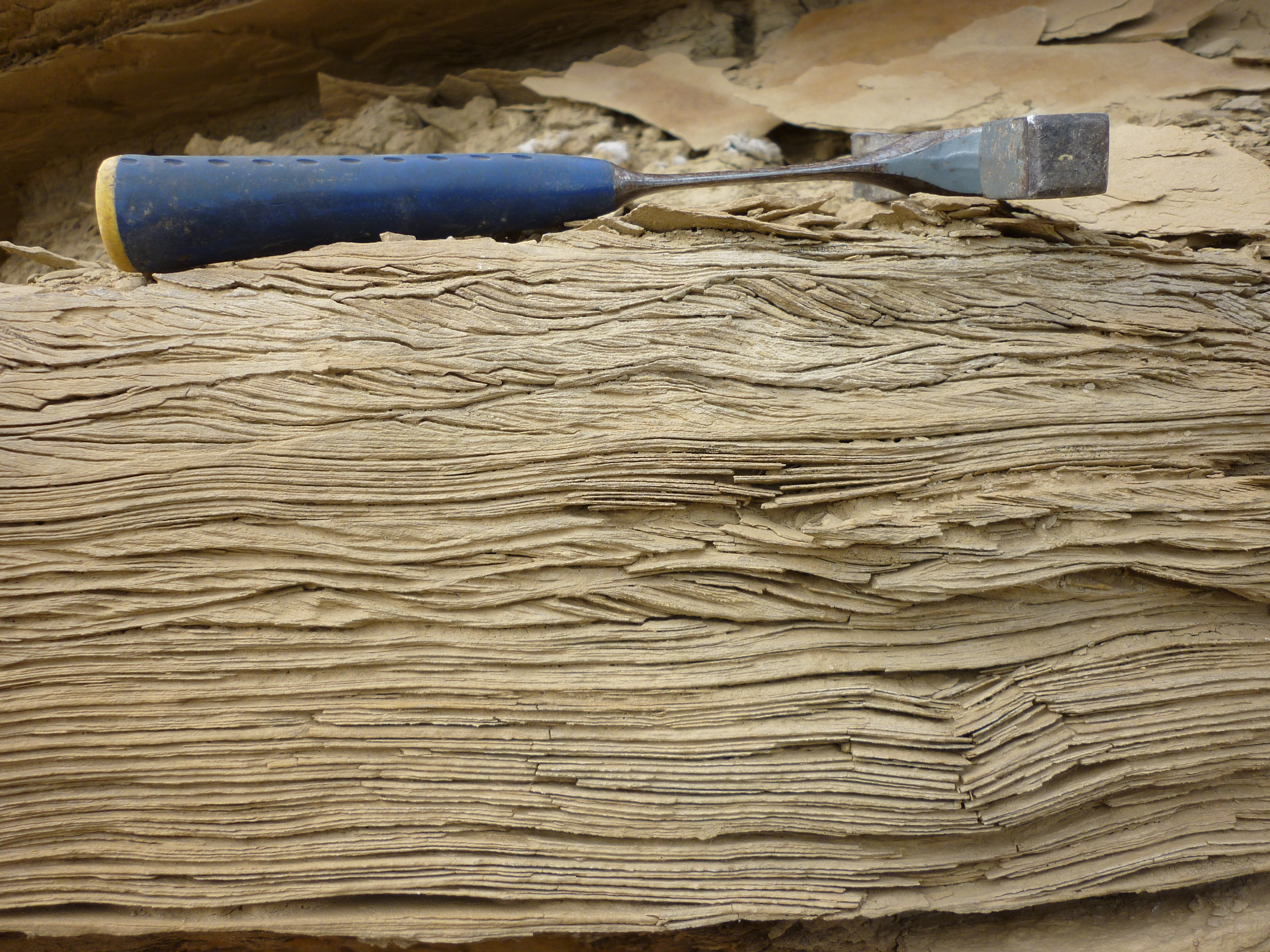
Lamines obliques, structure sédimentaire formée par l'avancée d'une ride de courant (le courant allait de la gauche vers la droite). Exemple provenant d'un grès crétacé de l'Utah.
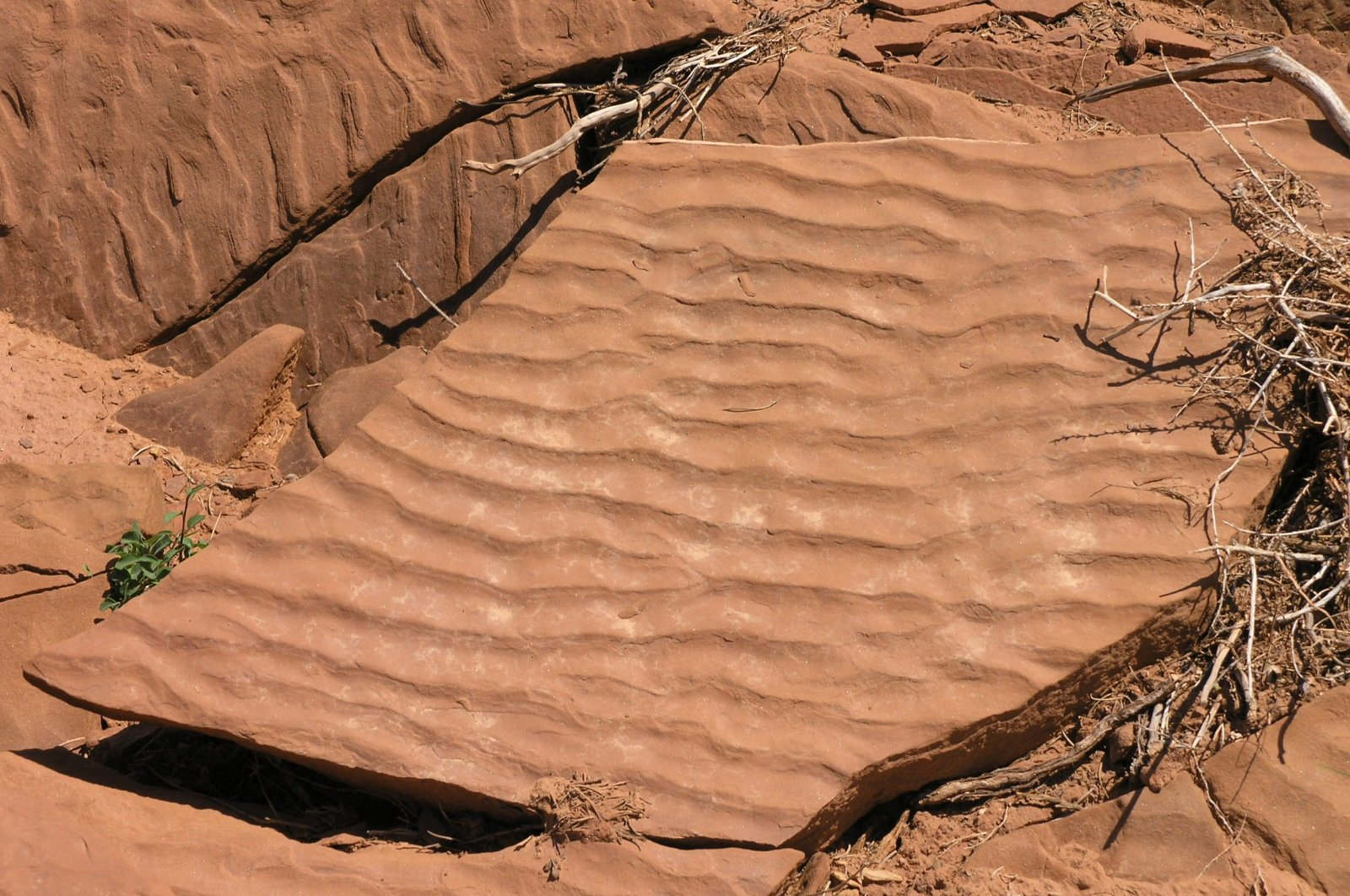
Rides de vague préservées dans un grès triasique (Parc national de Capitol Reef aux États-Unis.)
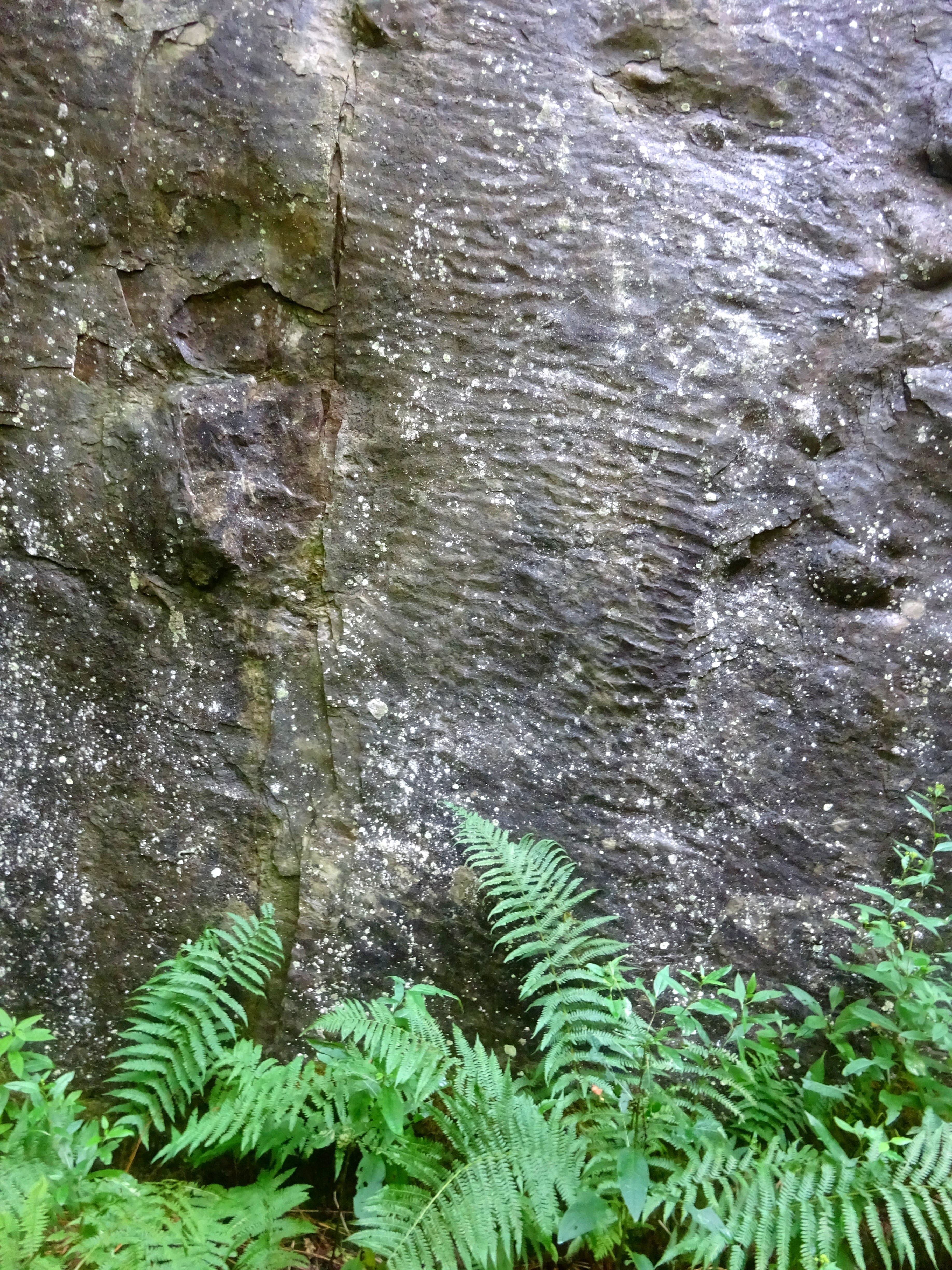
Rides de courant devenues verticales de la carrière de Chambralles (Belgique) en grès famennien
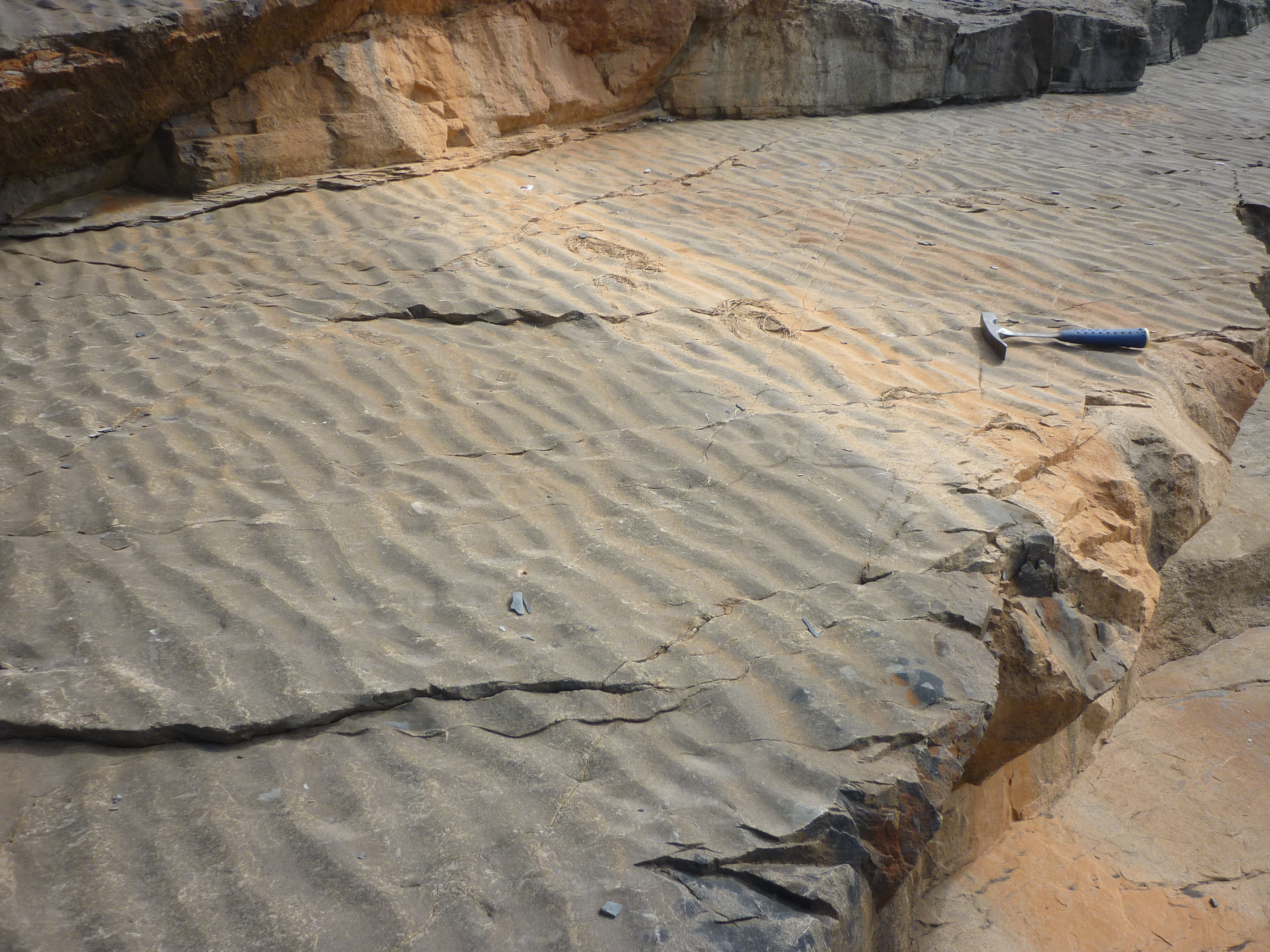
Rides de vagues observées dans un grès carbonifère près de Kilkee (Irlande)
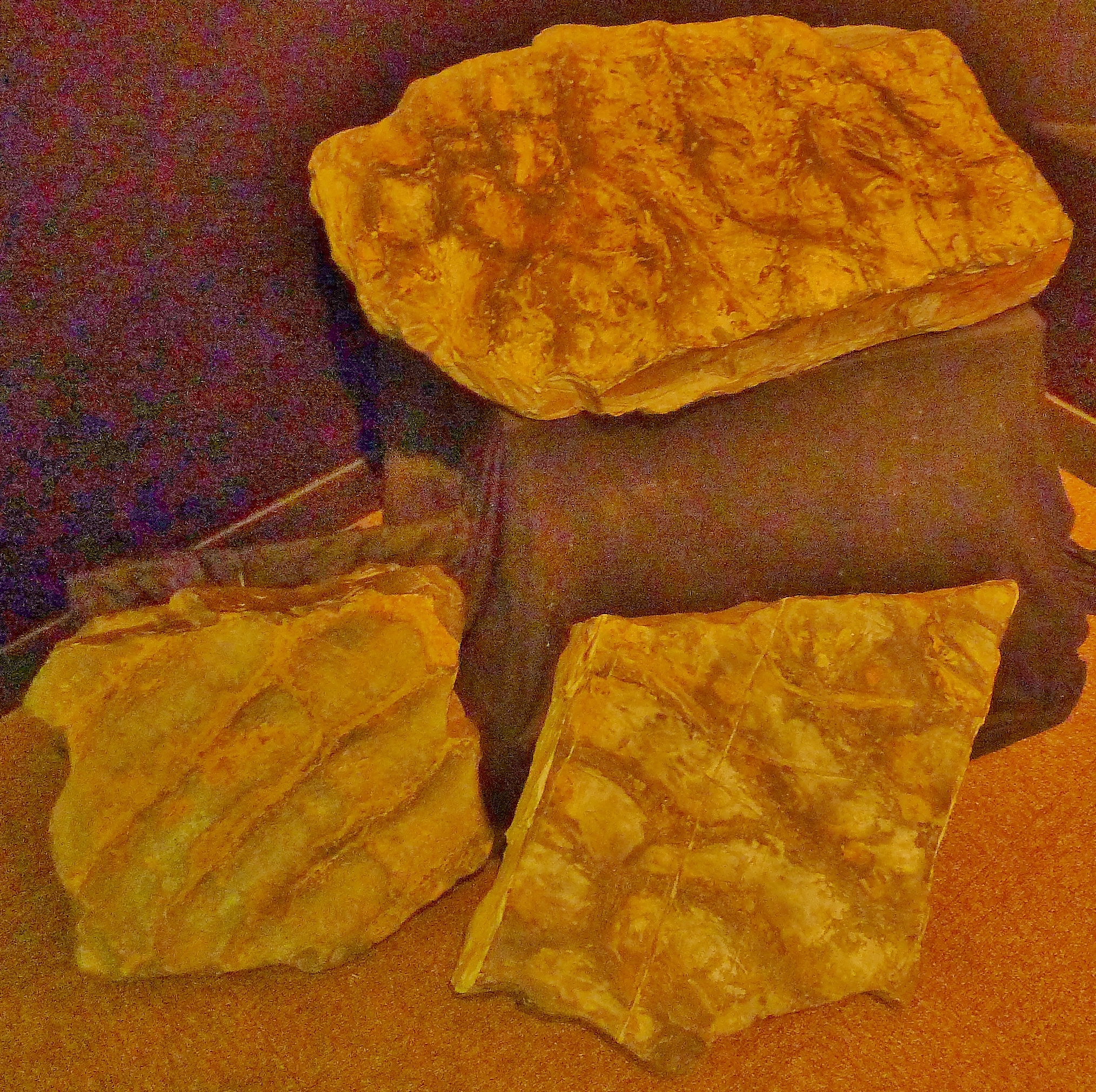
Rides de vagues préservées dans du grès armoricain de la plage du Corréjou à Camaret-sur-Mer, et exposé à la maison des minéraux de Crozon.
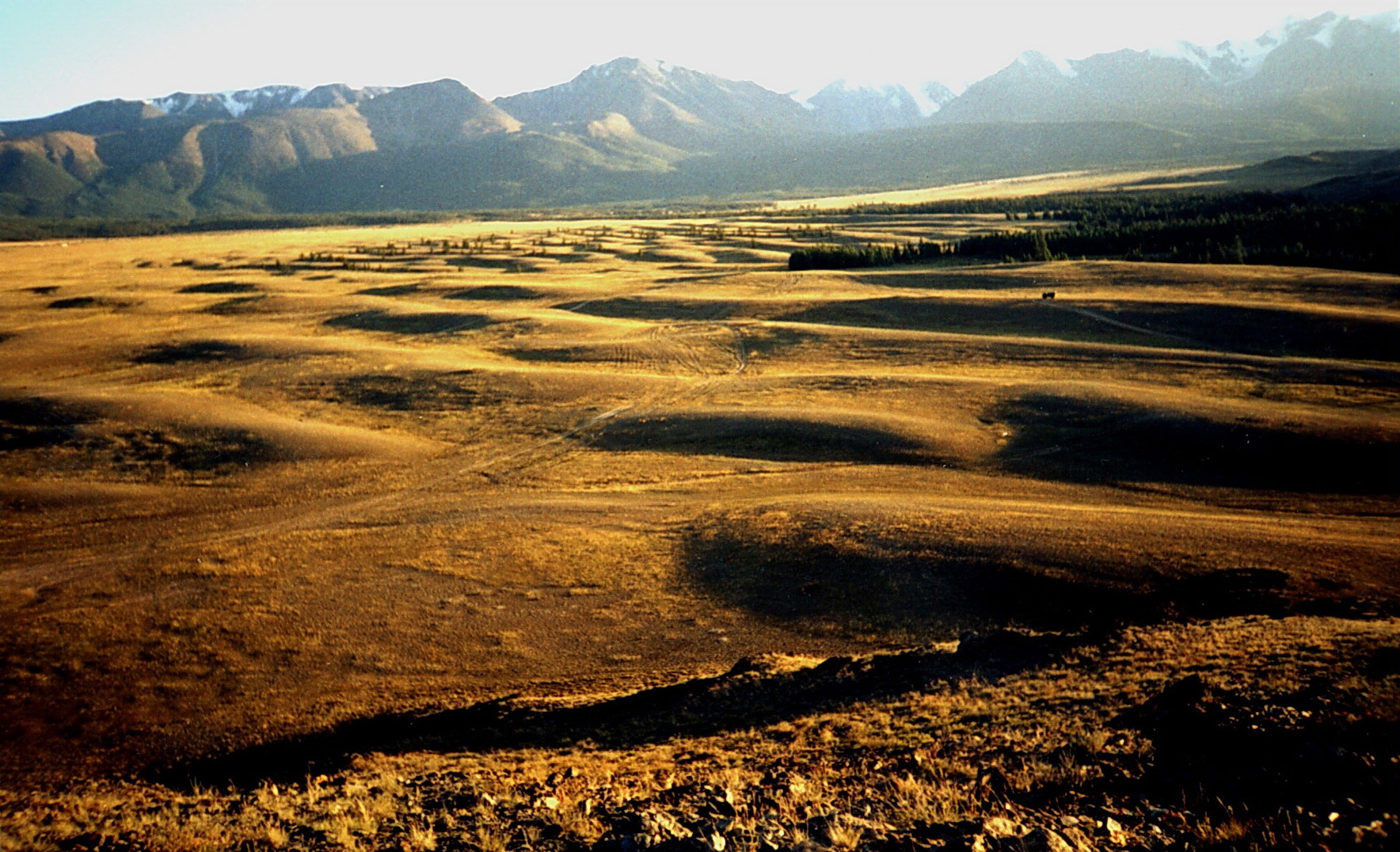
Ride de courant géantes des inondations de l'Altaï, résultat de vidanges brutales de lacs glaciaires.